# La Garriga i el Cortijo
La Garriga i el Cortijo – miejscowość w Hiszpanii, w Katalonii, w prowincji Girona, w comarce Alt Empordà, w gminie Roses.
Według danych INE z 2005 roku miejscowość zamieszkiwało 109 osób.